# کوبو د بوربا
کوبو د بوربا (به اسپانیایی: Cubo de Bureba) یک شهرستان در اسپانیا است.